# Tour de France de 1929
O Tour de France 1929, foi a vigésima terceira versão da competição realizada entre os dias 30 de junho e 28 de julho de 1929.
Foi percorrida a distância de 5.276 km, sendo a prova dividida em 22 etapas. O vencedor alcançou uma velocidade média de 28,32 km/h.
Participaram desta competição 155 ciclistas, chegaram em Paris 60 ciclistas.

## Resultados

### Classificação geral

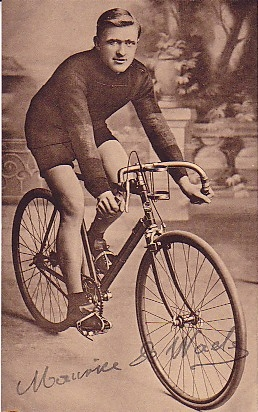
Maurice De Waele
ciclista belga (1896-1952).

| Posição | Nome             | País       | Tempo velocidade média  |
| ------- | ---------------- | ---------- | ----------------------- |
| 1       | Maurice De Waele | Bélgica    | 186h 39' 15" 28,32 km/h |
| 2       | Giuseppe Pancera | Itália     | 44' 23"                 |
| 3       | Joseph Demuysere | Bélgica    | 57' 10"                 |
| 4       | Salvador Cardona | Espanha    | 57' 46"                 |
| 5       | Nicolas Frantz   | Luxemburgo | 58' 00"                 |
| 6       | Louis Delannoy   | Bélgica    | +1h06' 09"              |
| 7       | Antonin Magne    | França     | +1h08' 00"              |
| 8       | Julien Vervaecke | Bélgica    | +2h01' 37"              |
| 9       | Pierre Magne     | França     | +2h03' 00"              |
| 10      | Gaston Rebry     | Bélgica    | +2h17' 49"              |

### Etapas
| Etapa | Data        | Percurso                        | km  | Vencedor da etapa        | Líder classificação geral |
| 1ª    | 30 de junho | Paris - Caen                    | 206 | Aimè Dossche             | Aimè Dossche              |
| 2ª    | 1 de julho  | Caen - Cherburgo                | 140 | André Leducq             | Aimè Dossche              |
| 3ª    | 2 de julho  | Cherburgo - Dinan               | 199 | Omer Taverne             | Aimè Dossche              |
| 4ª    | 3 de julho  | Dinan - Brest                   | 206 | Louis Delannoy           | Maurice De Waele          |
| 5ª    | 4 de julho  | Brest - Vannes                  | 208 | Gustave Van Slembrouck   | Maurice De Waele          |
| 6ª    | 5 de julho  | Vannes - Les Sables d'Olonne    | 204 | Paul le Drogo            | Maurice De Waele          |
| 7ª    | 6 de julho  | Les Sables d'Olonne - Bourdeaux | 285 | Nicolas Frantz           | Nicolas Frantz            |
| 8ª    | 7 de julho  | Bourdeaux - Bayona              | 182 | Julien Moineau           | Gaston Rebry              |
| 9ª    | 9 de julho  | Bayona - Luchon                 | 363 | Salvador Cardona         | Victor Fontan             |
| 10ª   | 11 de julho | Luchon - Perpignan              | 323 | Jef Demuysere            | Maurice De Waele          |
| 11ª   | 13 de julho | Perpignan - Marselha            | 366 | André Leducq             | Maurice De Waele          |
| 12ª   | 15 de julho | Marselha - Cannes               | 191 | Marcel Bidot             | Maurice De Waele          |
| 13ª   | 16 de julho | Cannes - Nice                   | 133 | Benoit Faure             | Maurice De Waele          |
| 14ª   | 18 de julho | Nice - Grenoble                 | 333 | Gaston Rebry             | Maurice De Waele          |
| 15ª   | 20 de julho | Grenoble - Évian-les-Bains      | 329 | Julien Vervaecke         | Maurice De Waele          |
| 16ª   | 22 de julho | Évian-les-Bains - Belfort       | 283 | Charles Pèlissier        | Maurice De Waele          |
| 17ª   | 23 de julho | Belfort - Estrasburgo           | 145 | André Leducq             | Maurice De Waele          |
| 18ª   | 24 de julho | Estrasburgo - Metz              | 165 | André Leducq             | Maurice De Waele          |
| 19ª   | 25 de julho | Metz - Charleville              | 159 | Bernard van Rysselberghe | Maurice De Waele          |
| 20ª   | 26 de julho | Charleville - Malo-les-Bains    | 270 | Maurice De Waele         | Maurice De Waele          |
| 21ª   | 27 de julho | Malo-les-Bains - Dieppe         | 234 | André Leducq             | Maurice De Waele          |
| 22ª   | 28 de julho | Dieppe - Paris                  | 332 | Nicolas Frantz           | Maurice De Waele          |

CR = Contra-relógio individual
CRE = Contra-relógio por equipes